# Préchac (Hautes-Pyrénées)
Préchac (gaskognisch Preishac) ist eine französische Gemeinde mit 240 Einwohnern (Stand 1. Januar 2022) im Département Hautes-Pyrénées in der Region Okzitanien; sie gehört zum Arrondissement Argelès-Gazost und zum Kanton La Vallée des Gaves.

## Lage
Préchac liegt in den Pyrenäen, rund 29 Kilometer (Luftlinie) südwestlich von Tarbes. Der Ort liegt östlich des Flusses Gave de Gavarnie im Umfeld des Nationalparks Pyrenäen.
Die Gemeinde besteht aus dem Dorf Préchac, dem Weiler (hameau) Camplas einigen Einzelgehöften. Bedeutendstes Gewässer ist der Lac des Gaves, der ein aufgestauter Abschnitt des Gave de Gavarnie ist.  

## Geschichte
Eine erste namentliche Erwähnung erfuhr der Ort als in teratorio Praisago im Jahr 870 im „grünen Buch von Bénac“. Im frühen Mittelalter wechselte die Herrschaft häufig (Westgoten, Basken, Franken, Sarazenen). Danach war der Ort jahrhundertelang unter der Herrschaft des Königreichs Aquitanien respektive des Herzogtums Gascogne. Von 900 bis 1609 gab es eine Grafschaft Bigorre innerhalb der vorgenannten Gebiete. Im Hundertjährigen Krieg war Préchac manchmal unter englischer, manchmal unter französischer Herrschaft. Von 1425 bis 1609 gehörte der Ort als Teil der Grafschaft Bigorre zur nur lose mit Frankreich verbundenen Grafschaft Foix. Weil der letzte Herrscher dieser Grafschaft, König Heinrich II. aus dem Hause Bourbon, 1589 den Thron von Frankreich (als Heinrich IV.) bestieg, waren die Orte der Region 1609 bis 1789 Krondomäne. Die Gemeinde gehörte von 1793 bis 1801 zum District Argelès. Zudem war sie von 1793 bis 1801 Kantonshauptort des Kantons Préchac und von 1801 bis 2015 Teil des Kantons Argelès-Gazost (1793–1896 unter dem Namen Kanton Argelès). Mit Ausnahme der Jahre 1926 bis 1942 (Arrondissement Bagnères) war Préchac seit 1801 Teil des Arrondissements Argelès-Gazost. Die Gemeinde ist Teil der historischen Landschaft Lavedan (auch Pays des Sept Vallées genannt).

## Bevölkerungsentwicklung
| Jahr                       | 1962 | 1968 | 1975 | 1982 | 1990 | 1999 | 2006 | 2012 | 2020 |
| Einwohner                  | 141  | 127  | 123  | 198  | 209  | 193  | 194  | 237  | 239  |
| Quellen: Cassini und INSEE |      |      |      |      |      |      |      |      |      |

Die zunehmende Mechanisierung der Landwirtschaft führte zu einem kontinuierlichen Absinken der Einwohnerzahlen bis auf die Tiefststände im 20. Jahrhundert. Zwischen 1975 und 1990 kam es zu einer Wachstumsphase.

## Sehenswürdigkeiten
- Kirche Saint-Sébastien
- zwei Wegkreuze

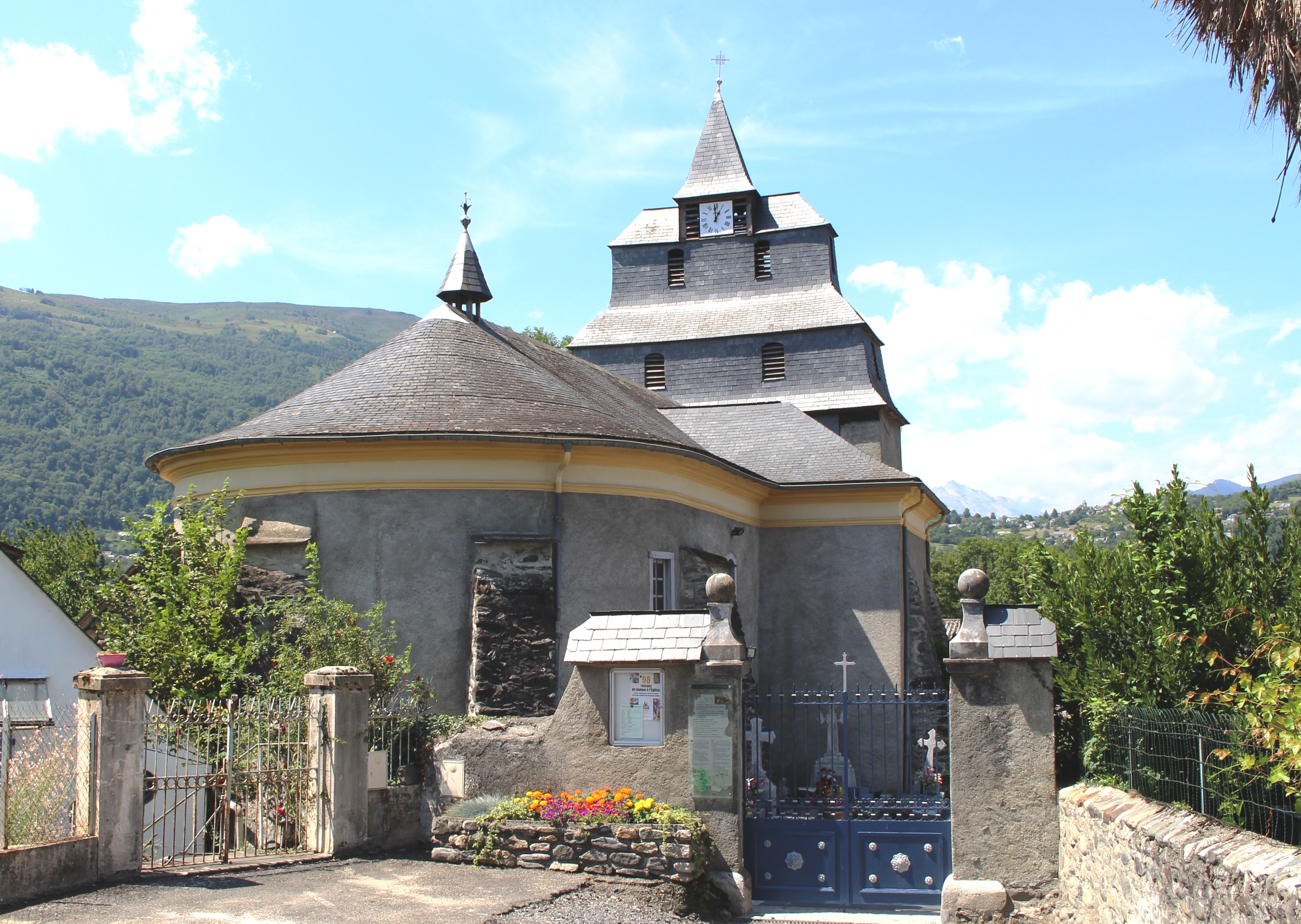
Kirche Saint-Sernin
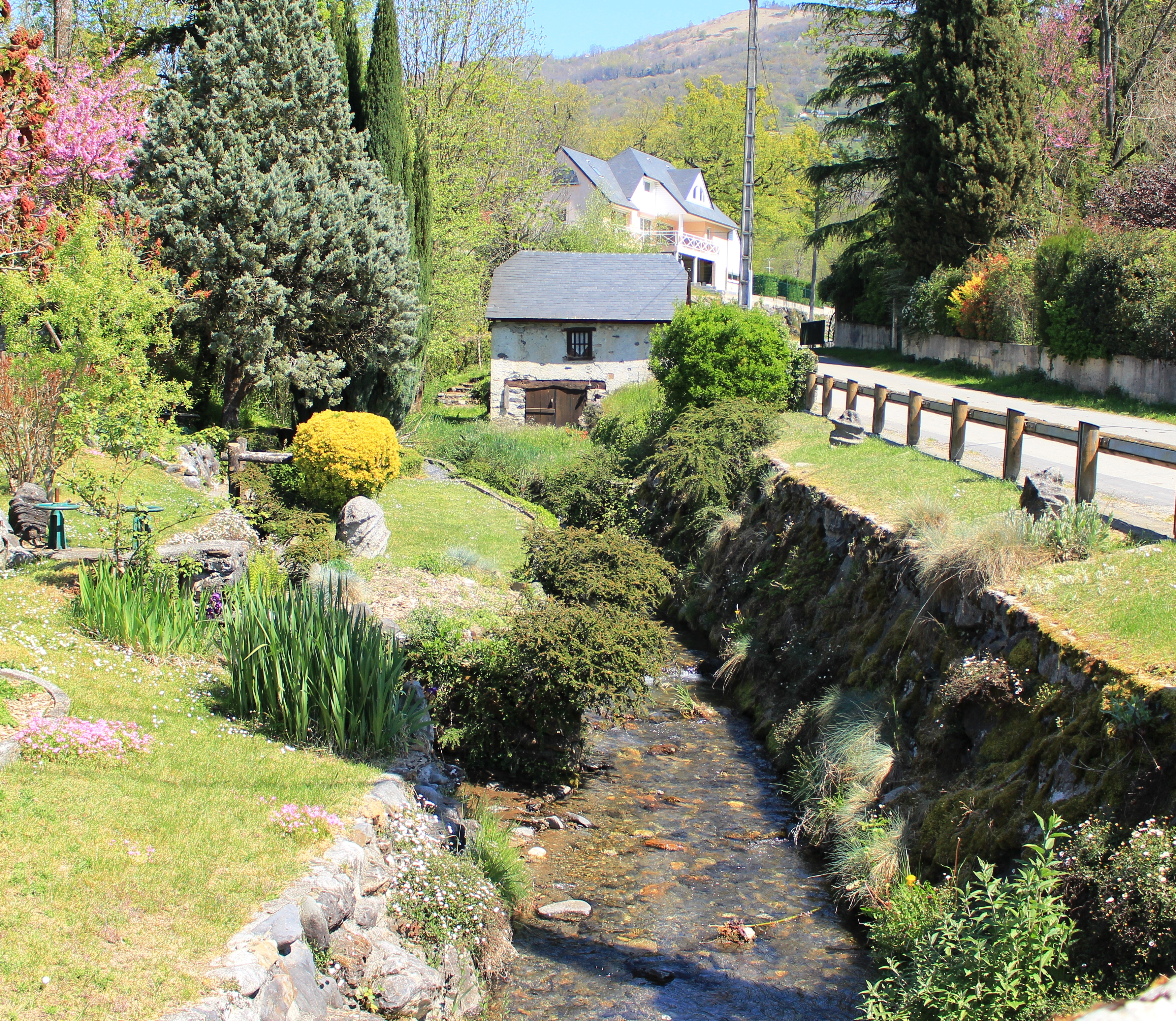
Wassermühle
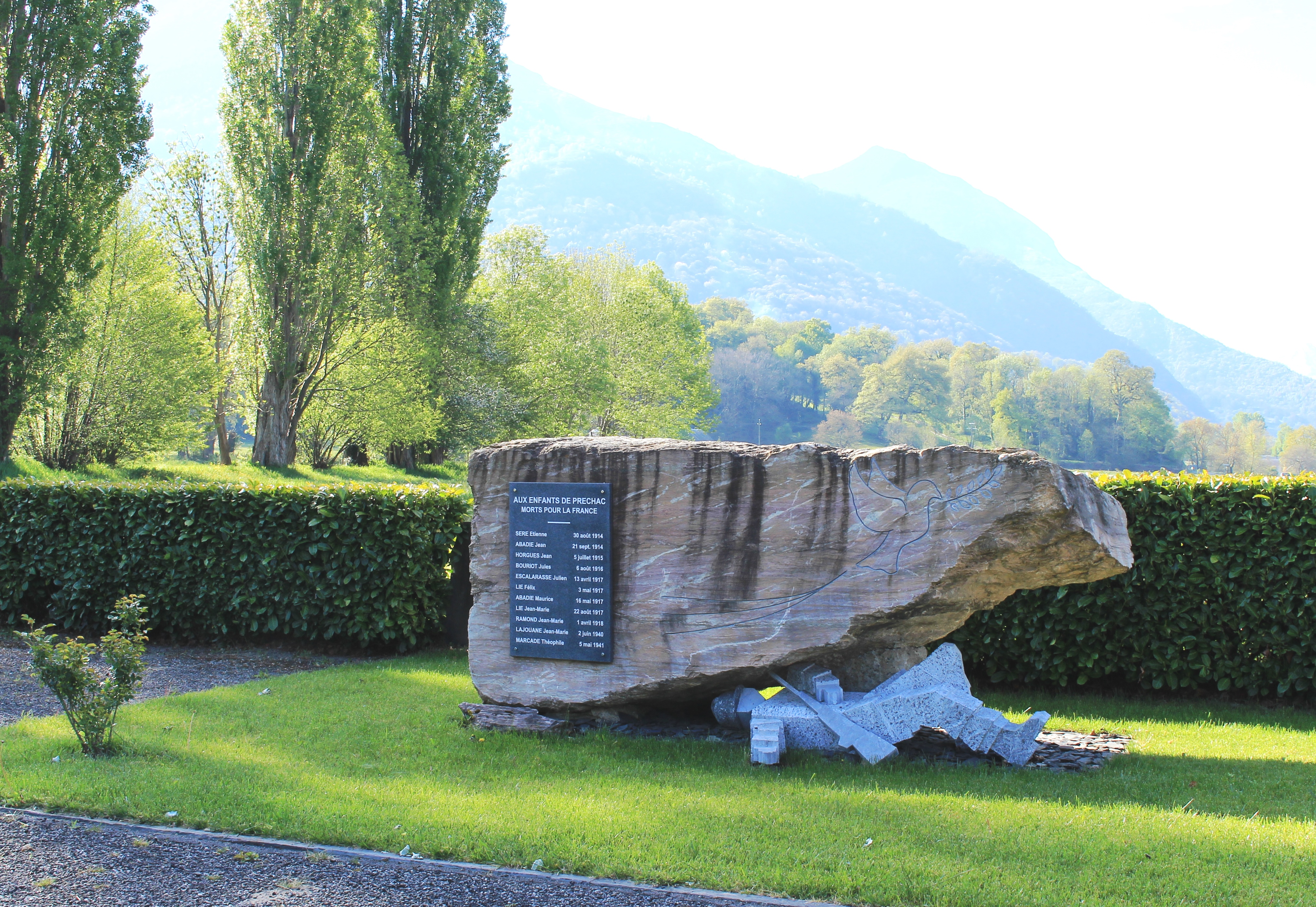
Gefallenendenkmal